# Udyni

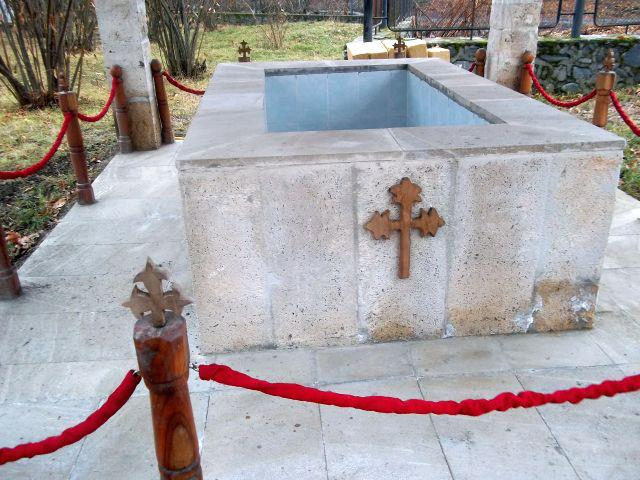
Chrzcielnica przy wyremontowanej świątyni w Nidż.

Udyni (również: Udini; nazwa własna: Udi, Uti) – jedna z grup etnicznych Kaukazu, którą uważa się czasem za spadkobierców ludów Albanii Kaukaskiej. Według większości źródeł zamieszkiwali oni tereny wschodniego Kaukazu wzdłuż wybrzeży Morza Kaspijskiego oraz prowincje Utik (istniała ona w Albanii Kaukaskiej i królestwie Armenii), która jak się uważa, wzięła nazwę właśnie od Udynów. Większość ludów Albanii Kaukaskiej po podboju muzułmańskim stopniowo uległa asymilacji i przyjmowała islam, Udynowie natomiast pozostali wierni chrześcijaństwu i swojej kulturze.

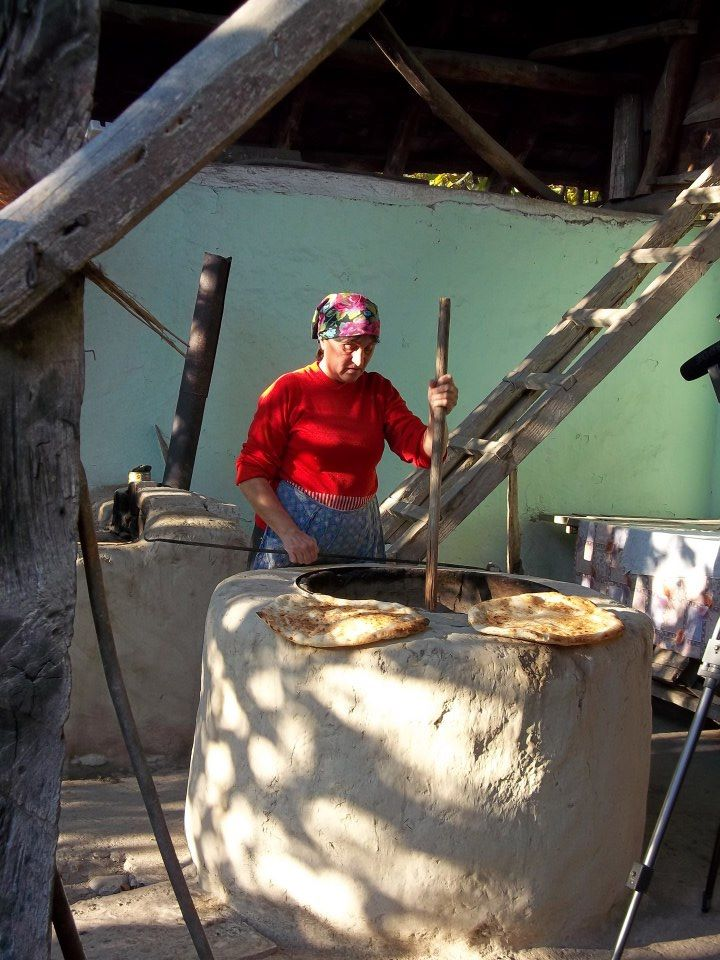
Wypiek chleba przez Udinkę – wieś Nidż, Azerbejdżan.

## Zamieszkanie
Udyni zamieszkują głównie Azerbejdżan: wieś Nidż w regionie Kabala, Vartashen i Baku. Część z nich mieszka również w Rosji, w Kraju Krasnodarskim i Stawropolskim, obwodzie rostowskim i wołgogradzkim oraz w niektórych większych miastach (Moskwa, Petersburg). Mieszkają także w Gruzji, Kazachstanie i na Ukrainie. Są chrześcijanami.

## Język

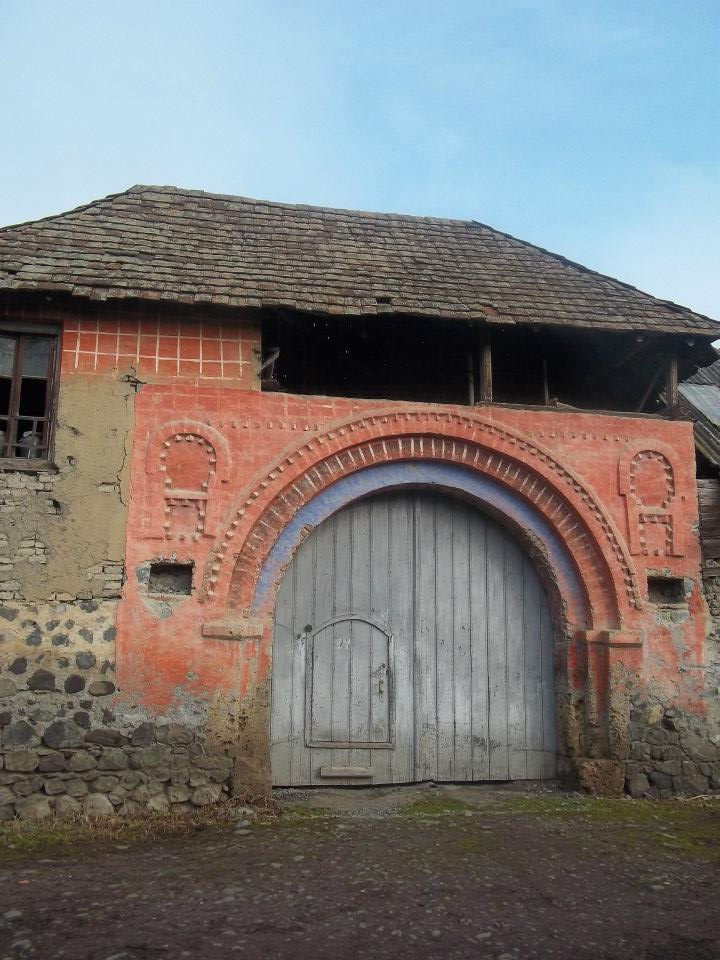
Brama we wsi Nidż, Azerbejdżan

Język udyjski (też: udiński, udyński) należy do grupy języków północno-wschodniokaukaskich. Występują w nim dwa główne dialekty zwane Nidż i Vartashen. Udynowie zazwyczaj znają języki obce, które są im niezbędnie potrzebne do komunikowania się z sąsiadami. Oprócz swojego języka większość z nich zna jeszcze azerski, rosyjski lub gruziński. Pierwsza szkoła udińska została otwarta w Nidż w 1854, w latach 1931–1933 edukacja przebiegała w języku udińskim, a od 1937 w azerskim.

## Historia[8]
Pierwsza wzmianka o Udynach pochodzi z dzieł Herodota, który opisywał plemię Utiów. Wspominają o nich również inni kronikarze (Strabon, Pliniusz Starszy). W VIII wieku o Udynach pisze Mojżesz Utyjski, pochodzący z Albanii Kaukaskiej. Plemię to najprawdopodobniej dominowało wówczas w tym rejonie, gdyż język staroudyński był językiem państwowym Albanii. 
W IV wieku, podobnie jak inne ludy Kaukazu przyjęli chrześcijaństwo od Ormian lub Syryjczyków. W VII wieku ulegli podbojowi muzułmańskich Arabów. Rozpoczął się wówczas proces islamizacji i asymilacji tego ludu. Jeszcze do przełomu XVIII/XIX wieku Udyni stanowili znaczną część ludności w niektórych rejonach Azerbejdżanu. 
Pod panowaniem najpierw arabskim, potem tureckim i perskim wykształcił się wśród nich zwyczaj znajomości kilku języków. W latach 20. XX wieku w Azerbejdżanie miały miejsce pogromy Ormian, które dotknęły także Udynów, gdyż wielu z nich używało w liturgii języka ormiańskiego, przez co przez muzułmańskich sąsiadów byli utożsamiani z Ormianami. Wielu Udynów zdecydowało się wówczas na emigrację do Gruzji. Do lat 60. XX wieku Udynowie zamieszkiwali nie tylko Nidż i Vartashen, ale także Mirzabejlu, Dżourlu i Sułtan–Nuchi. Ludność tych wsi uległa jednak asymilacji. Wraz z wybuchem wojny ormiańsko-azerskiej o Karabach, Udynowie zaczęli migrować do Rosji, obawiając się oskarżeń ze strony Azerów o sprzyjanie Armenii.

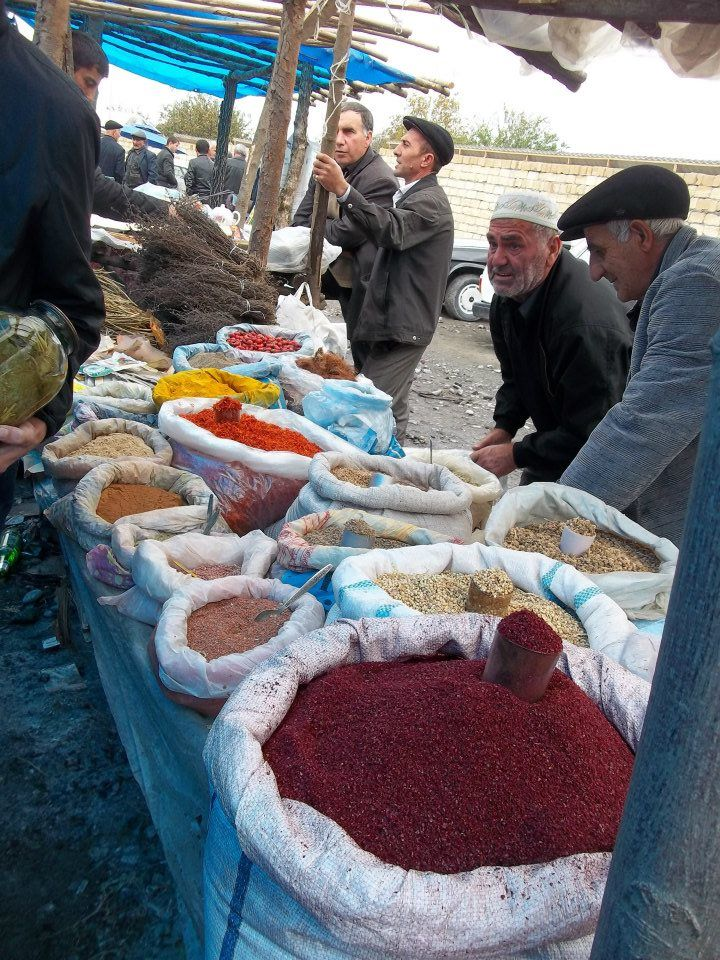
Targ we wsi Nidż, Azerbejdżan.

## Tradycje
We wsiach wypieka się tradycyjnie chleby w głębokich piecach budowanych w ogrodach, większość domów np. w miejscowości Nidż jest drewniana, gospodarstwa z mniejszymi lub większymi sadami otoczone są średniej wysokości kamiennymi murami. Społeczność zachowuje bogate zwyczaje np. weselne związane z kulturą muzyczną, strojem, tańcem i kuchnią. W szkołach dzieci uczą się języka udyjskiego, posiadają specjalnie przygotowane podręczniki. Jednym z popularnych świat jest wiosenne święto Zhogulun Akhsibaj: tego dnia rodziny przygotowują danie zwane herse, malują jajka i skaczą przez ogniska.

## Współczesność
Udini we wsi Nidż zabiegają o uznanie swojej wspólnoty za istotną: na arenie lokalnej i międzynarodowej najczęściej reprezentuje ich Robert Mobili. M.in. dzięki jego aktywności pozyskano fundusze norweskie na odrestaurowanie lokalnej świątyni i uporządkowanie jej otoczenia; do wsi zaprasza się gości, mieszkańcy prowadzą kronikę tych wizyt, nie ustają wysiłki, by kultura i tradycje Udinów były umieszczane w propozycjach dla turystów odwiedzających ten region.